# Лане, Максим
Максим Полен Лане (фр. Maxime Paulin Lanet; 12 ноября 1898, Новороссийск — 4 декабря 1947, XV округ Парижа) — французский хоккеист на траве, нападающий. Участник летних Олимпийских игр 1928 года.

## Биография
Максим Лане родился 12 ноября 1898 года в российском городе Новороссийск Черноморской губернии (сейчас Краснодарского края).
Играл в хоккей на траве за парижские «Расинг» и «Клуб гольфистов».
Дебютировал в составе сборной Франции не позднее 1923 года.
В 1924 году вместе с другим французским хоккеистом Пьером Приёром написал книгу «Хоккей на траве» — 13-ю в серии «Все виды спорта по чемпионам».
В 1928 году вошёл в состав сборной Франции по хоккею на траве на летних Олимпийских играх в Амстердаме, поделившей 5-6-е места. Играл на позиции нападающего, провёл 1 матч, мячей не забивал.
Умер 4 декабря 1947 года в XV округе Парижа.